# Magnolia liliiflora
Magnolia liliiflora este o specie de plante din genul Magnolia, familia Magnoliaceae, descrisă de Louis Auguste Joseph Desrousseaux. Conform Catalogue of Life specia Magnolia liliiflora nu are subspecii cunoscute.